# Ередви
Ере́дви, Ере́д (осет. Еред, груз. ერედვი, Эредви) — бывшее село в Закавказье, расположено в Цхинвальском районе Южной Осетии; согласно юрисдикции Грузии — в Горийском муниципалитете.

## Население
По переписи 1989 года в селе жило 1103 жителя, из которых 839 грузин (75 %) и 264 осетина (25 %). После изгнания осетинского населения в 1990-е годы, до августа 2008 года в селе жили в основном только этнические грузины. По переписи 2002 года (проведённой властями Грузии, контролировавшей часть Цхинвальского района на момент проведения переписи) в селе жило 918 человек, в том числе грузины составили 96 % от всего населения. С 2008 года Ередви безлюдно.

## История
В X веке архитектор Тевдоре Таплайсдзе построил в селе базилику Эредви.
Село часто подвергалось разрушению со стороны турок-сельджуков, в конце XVIII века частые нападения лезгин.
Село вошло с 1960 года в состав Цхинвальского района.
18 марта 1991 года близ Ередви произошла Ередвская трагедия, приведшая, по данным юго-осетинской стороны, к убийству и захоронению заживо 12 осетин грузинскими вооружёнными формированиями. Расследование длилось несколько лет.
В период южноосетинского-грузинского конфликта 1992-2008 г. село находилось в зоне контроля Грузии, и являлось одним из семи сёл грузинского анклава через которые проезд был заблокирован от Цхинвала до Дзауского района. Накануне 8 августа 2008 года близ села были сосредоточены грузинские артиллерийские установки, обстреливавшие Цхинвал к западу от него и осетинское село Дменис к востоку от него. К 10 августа 2008 года дорога Курта — Ередви, по которой исходило оставшееся грузинское население, вместе с селом перешло под контроль властей РЮО. Часть жилого фонда села подверглась сожжению. Официально село прекратило свое существование после бомбардировки со стороны российских военных сил.
После 2008 года территория бывшего села именуется Ирыкау; село периодически навещают туристы.
Летом 2021 года на территории бывшего села восстановили родник.

## Религия, достопримечательности
- Церковь святого Георгия Победоносца, с древним некрополем.

## Топографические карты
- Лист карты K-38-65 Ленингори. Масштаб: 1 : 100 000. Издание 1979 г.